# Быстров, Александр Семёнович
Алекса́ндр Семёнович Быстро́в (1 апреля 1904—29 октября 1964) — начальник Особого отдела НКВД по Ленинградскому фронту, генерал-лейтенант (1944).

## Биография
Окончил 4-классную земскую школу и 1 класс училища. С 1924 работал казначеем, заместителем председателя волостного исполкома, секретарь налоговой комиссии при финансовом отделе в Опочецком уезде Псковской губернии. Затем призван в армию. В РККА с 1927 служил в 56-й стрелковой дивизии.
В органах госбезопасности с 1930, работал в военной контрразведке: секретарь, помощник оперуполномоченного, полковой уполномоченный и старший оперуполномоченный Особого отдела (ОО) ОГПУ — ГУГБ НКВД 56-й стрелковой дивизии. Член ВКП(б) с 1932. С 1935 — начальник ОО ГУГБ НКВД горнострелковой бригады в Мурманске, затем 54-й стрелковой дивизии. С 1939 до 1940 — начальник ОО ГУГБ НКВД по 56-му стрелковому корпусу. Заместитель начальника ОО ГУГБ НКВД по 7-й армии Ленинградского военного округа по февраль 1941.
Заместитель начальника 3-го отдела 7-й армии Ленинградского военного округа по июль 1941. Заместитель начальника ОО НКВД по 7-й армии Северного, затем Карельского фронта по октябрь 1941. Начальник ОО НКВД по 26-й армии Западного фронта с 13 октября по 17 ноября 1941. Начальник ОО НКВД по 50-й армии Западного фронта до 2 мая 1942. Заместитель начальника ОО НКВД по Ленинградскому фронту до июня 1942, затем начальник с 25 июня 1942 до 29 апреля 1943. Начальник Управления контрразведки (УКР) СМЕРШ по Ленинградскому фронту с апреля 1943 по июль 1945.
Начальник Отдела контрразведки (ОКР) СМЕРШ по Ленинградскому военному округу с июля 1945 по май 1946. Начальник УКР МГБ по Ленинградскому военному округу с мая 1946 по 18 ноября 1949. Снят с должности в связи с «Ленинградским делом». В резерве МГБ с января по сентябрь 1950, в июне 1950 КПК объявлен строгий выговор с предупреждением за недостойное поведение. Слушатель курсов руководящего состава при Высшей школе МГБ с сентября 1950 по ноябрь 1951. Заместитель начальника УКР МГБ по Прикарпатскому военному округу с 26 октября 1951 по март 1953. Заместитель начальника УКР МВД по Прикарпатскому военному округу с марта по июль 1953. Начальник 3-го (оперативного) отдела Управления Особого лагеря № 1 (Минерального) МВД с июля по ноябрь 1953.
В ноябре 1953 уволен из органов МВД по служебному несоответствию. В январе 1955 лишён звания как дискредитировавший себя за время работы в органах.
Похоронен на Серафимовском кладбище.

### Звания
- Старший лейтенант ГБ (13 октября 1939);
- Старший батальонный комиссар (июнь 1941);
- Капитан ГБ (?);
- Майор ГБ (28 декабря 1941);
- Старший майор ГБ (2 июля 1942);
- Комиссар ГБ (14 февраля 1943);
- Генерал-майор (26 мая 1943);[7]
- Генерал-лейтенант (25 сентября 1944).

### Награды
- Орден Ленина (29 июня 1945)[8]
- 4 ордена Красного Знамени
- орден Кутузова II степени (5 октября 1944)[9]
- орден Красной Звезды
- медали
- почётный сотрудник госбезопасности (9 мая 1938)